# Tsu, Mie
Tsu (津市 (Tân) Tsu-shi) là thành phố và thủ phủ thuộc tỉnh Mie, Nhật Bản. Tính đến ngày 1 tháng 10 năm 2020, dân số ước tính thành phố là 274.537 người và mật độ dân số là 390 người/km2. Tổng diện tích thành phố là 711,2 km2.

## Địa lý

### Đô thị lân cận
- Mie
  - Suzuka
  - Kameyama
  - Matsusaka
  - Iga
  - Nabari
- Nara
  - Soni, Nara
  - Mitsue, Nara

### Khí hậu
| Dữ liệu khí hậu của Tsu, Mie             | Dữ liệu khí hậu của Tsu, Mie | Dữ liệu khí hậu của Tsu, Mie | Dữ liệu khí hậu của Tsu, Mie | Dữ liệu khí hậu của Tsu, Mie | Dữ liệu khí hậu của Tsu, Mie | Dữ liệu khí hậu của Tsu, Mie | Dữ liệu khí hậu của Tsu, Mie | Dữ liệu khí hậu của Tsu, Mie | Dữ liệu khí hậu của Tsu, Mie | Dữ liệu khí hậu của Tsu, Mie | Dữ liệu khí hậu của Tsu, Mie | Dữ liệu khí hậu của Tsu, Mie | Dữ liệu khí hậu của Tsu, Mie |
| Tháng                                    | 1                            | 2                            | 3                            | 4                            | 5                            | 6                            | 7                            | 8                            | 9                            | 10                           | 11                           | 12                           | Năm                          |
| ---------------------------------------- | ---------------------------- | ---------------------------- | ---------------------------- | ---------------------------- | ---------------------------- | ---------------------------- | ---------------------------- | ---------------------------- | ---------------------------- | ---------------------------- | ---------------------------- | ---------------------------- | ---------------------------- |
| Cao kỉ lục °C (°F)                       | 19.0 (66.2)                  | 22.8 (73.0)                  | 25.9 (78.6)                  | 31.0 (87.8)                  | 33.9 (93.0)                  | 36.7 (98.1)                  | 39.1 (102.4)                 | 39.5 (103.1)                 | 37.7 (99.9)                  | 31.0 (87.8)                  | 27.2 (81.0)                  | 23.7 (74.7)                  | 39.5 (103.1)                 |
| Trung bình ngày tối đa °C (°F)           | 9.5 (49.1)                   | 10.0 (50.0)                  | 13.4 (56.1)                  | 18.6 (65.5)                  | 23.1 (73.6)                  | 26.2 (79.2)                  | 30.4 (86.7)                  | 31.6 (88.9)                  | 28.0 (82.4)                  | 22.6 (72.7)                  | 17.1 (62.8)                  | 12.0 (53.6)                  | 20.2 (68.4)                  |
| Trung bình ngày °C (°F)                  | 5.7 (42.3)                   | 5.9 (42.6)                   | 9.0 (48.2)                   | 14.2 (57.6)                  | 19.0 (66.2)                  | 22.7 (72.9)                  | 26.8 (80.2)                  | 27.9 (82.2)                  | 24.4 (75.9)                  | 18.8 (65.8)                  | 13.2 (55.8)                  | 8.1 (46.6)                   | 16.3 (61.3)                  |
| Tối thiểu trung bình ngày °C (°F)        | 2.4 (36.3)                   | 2.4 (36.3)                   | 5.2 (41.4)                   | 10.2 (50.4)                  | 15.4 (59.7)                  | 19.7 (67.5)                  | 24.0 (75.2)                  | 25.0 (77.0)                  | 21.4 (70.5)                  | 15.5 (59.9)                  | 9.5 (49.1)                   | 4.6 (40.3)                   | 12.9 (55.2)                  |
| Thấp kỉ lục °C (°F)                      | −7.8 (18.0)                  | −7.0 (19.4)                  | −5.6 (21.9)                  | −3.0 (26.6)                  | 3.0 (37.4)                   | 9.0 (48.2)                   | 14.6 (58.3)                  | 14.6 (58.3)                  | 8.7 (47.7)                   | 2.3 (36.1)                   | −1.4 (29.5)                  | −6.4 (20.5)                  | −7.8 (18.0)                  |
| Lượng Giáng thủy trung bình mm (inches)  | 48.5 (1.91)                  | 57.1 (2.25)                  | 104.5 (4.11)                 | 129.0 (5.08)                 | 167.3 (6.59)                 | 201.8 (7.94)                 | 173.9 (6.85)                 | 144.5 (5.69)                 | 276.6 (10.89)                | 186.1 (7.33)                 | 76.4 (3.01)                  | 47.2 (1.86)                  | 1.612,9 (63.50)              |
| Lượng tuyết rơi trung bình cm (inches)   | 2 (0.8)                      | 3 (1.2)                      | 0 (0)                        | 0 (0)                        | 0 (0)                        | 0 (0)                        | 0 (0)                        | 0 (0)                        | 0 (0)                        | 0 (0)                        | 0 (0)                        | 1 (0.4)                      | 6 (2.4)                      |
| Số ngày giáng thủy trung bình (≥ 0.5 mm) | 6.4                          | 7.5                          | 10.5                         | 9.8                          | 10.9                         | 12.8                         | 12.3                         | 9.8                          | 12.3                         | 10.1                         | 6.8                          | 6.5                          | 115.7                        |
| Độ ẩm tương đối trung bình (%)           | 61                           | 61                           | 62                           | 64                           | 68                           | 74                           | 75                           | 73                           | 72                           | 69                           | 65                           | 63                           | 67                           |
| Số giờ nắng trung bình tháng             | 162.9                        | 156.2                        | 186.1                        | 192.7                        | 197.8                        | 146.9                        | 180.2                        | 220.7                        | 165.3                        | 164.5                        | 163.7                        | 171.5                        | 2.108,6                      |
| Nguồn: Cục Khí tượng Nhật Bản            |                              |                              |                              |                              |                              |                              |                              |                              |                              |                              |                              |                              |                              |

## Giao thông

### Đường sắt

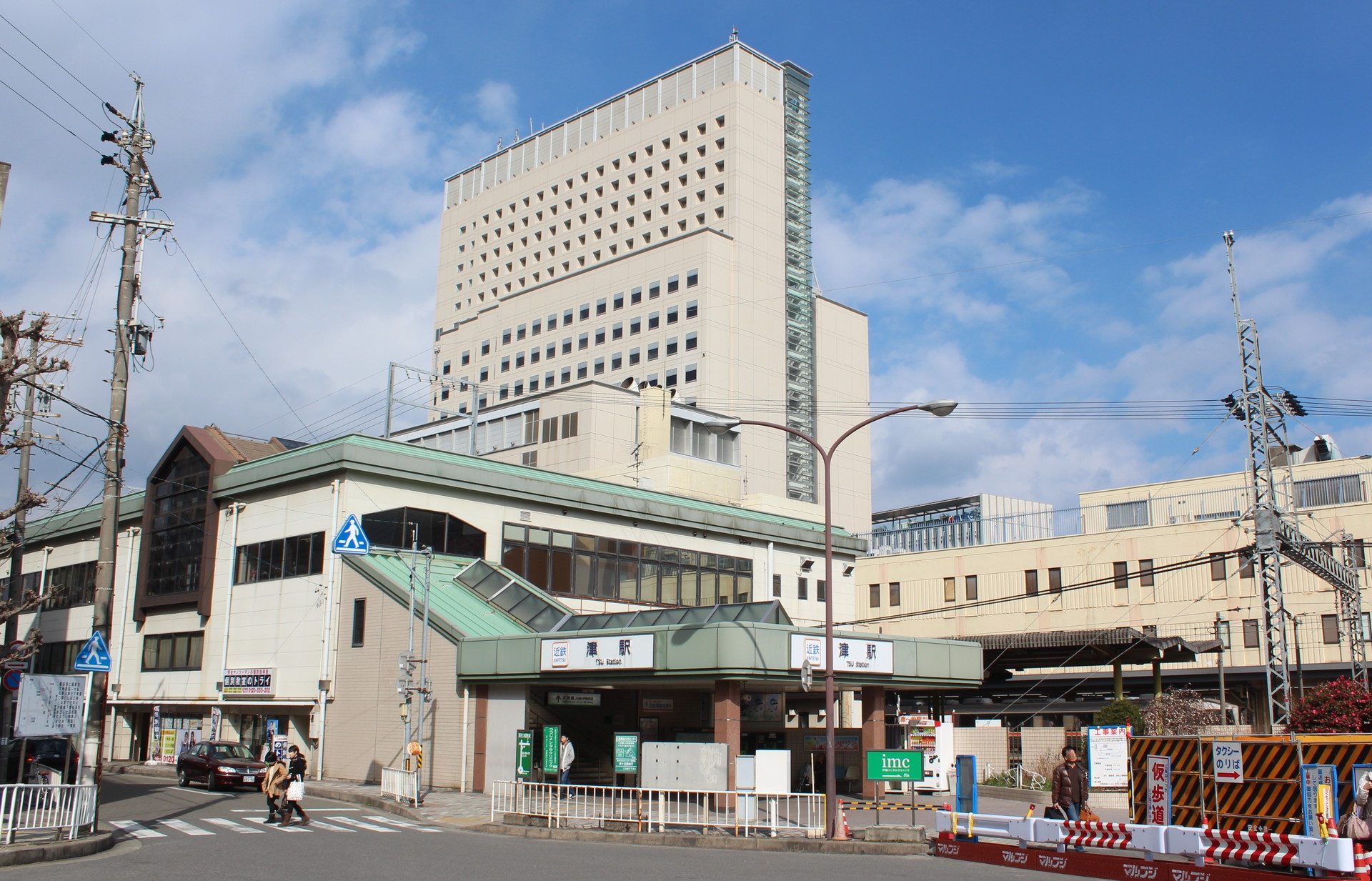
Ga Tsu

JR Tōkai – Tuyến Kisei chính
- Ishinden - Tsu - Akogi - Takachaya

 JR Tōkai – Tuyến Meishō
- Ise-Hata - Ichishi - Isegi - Ise-Ōi – Ise-Kawaguchi - Sekinomiya - Ieki - Ise-Takehara - Ise-Kamakura - Ise-Yachi - Hitsu - Ise-Okitsu

 Tàu điện ngầm Kintetsu - Tuyến Nagoya
- Chisato - Toyotsu-Ueno - Shiratsuka - Takadahonzan - Edobashi - Tsu - Tsu-shimmachi - Minamigaoka - Hisai - Momozono

 Tàu điện ngầm Kintetsu - Tuyến Ōsaka
- Higashi-Aoyama - Sakakibara-Onsenguchi - Ōmitsu - Ise-Ishibashi - Kawai-Takaoka

Ise Railway - Tuyến đường sắt Ise
- Ise-Ueno – Kawage – Higashi-Ishinden - Tsu

### Cao tốc/Xa lộ

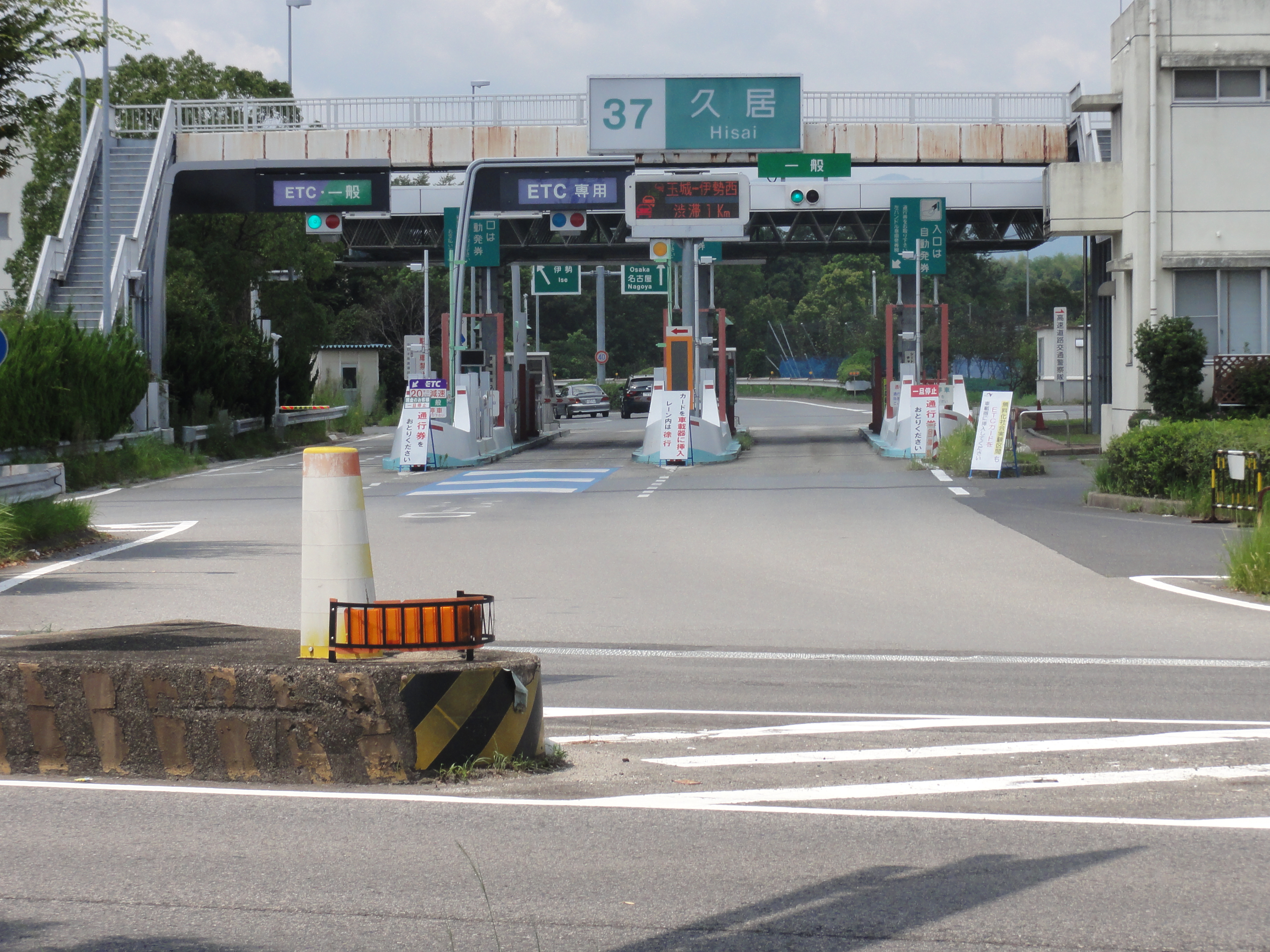
Nút giao Hisai

- Cao tốc Ise
- Quốc lộ 23
- Quốc lộ 163
- Quốc lộ 165
- Quốc lộ 306
- Quốc lộ 368
- Quốc lộ 369
- Quốc lộ 422
- Quốc lộ 306

### Cảng biển

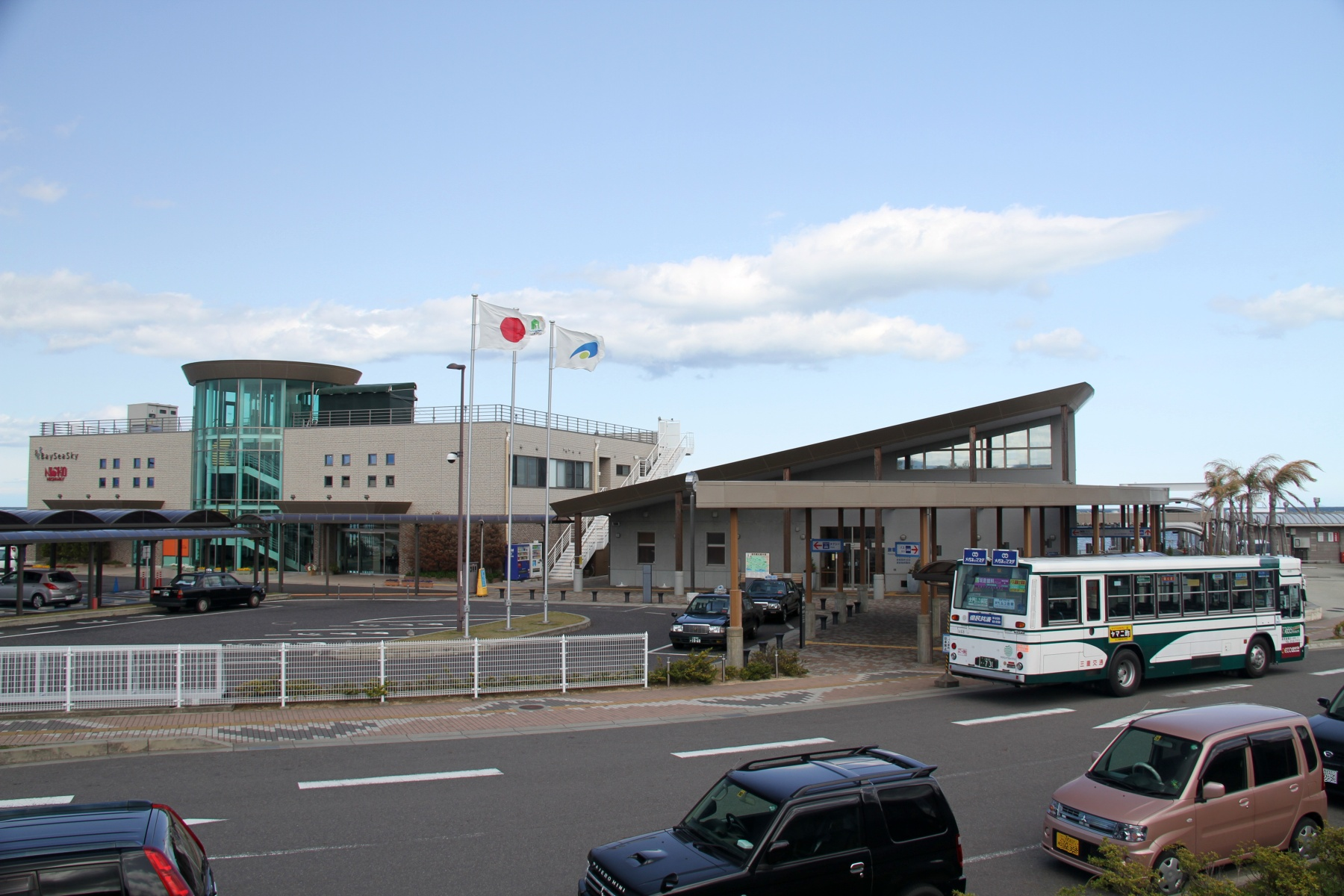
Cảng Tsu-Matsusaka

- Cảng Tsu-Matsusaka